# Trokavec
Trokavec település Csehországban, Rokycanyi járásban. Trokavec Příkosice, Vísky, Štítov és Spálené Poříčí településekkel határos. Lakosainak száma 116 fő (2024. január 1.).

## Népesség
A település lakosságának változását az alábbi diagram mutatja:
| Lakosok száma | 514  | 431  | 388  | 224  | 143  | 87   | 94   | 107  | 100  | 116  |
|               | 1869 | 1900 | 1921 | 1961 | 1980 | 2011 | 2016 | 2019 | 2021 | 2024 |